# Stora och Lilla Husarn
Stora Husarn: 59°10.4′N 18°33.5′Ö / 59.1733°N 18.5583°Ö
Lilla Husarn: 59°11.0′N 18°32.5′Ö / 59.1833°N 18.5417°Ö

Stora Husarn och Lilla Husarn är två närliggande öar i Haninge kommun. Öarna ligger ca två sjömil öster om Östra Stendörren. Öarna utgör gränsen mellan Jungfrufjärden och Nämdöfjärden.
Öarna består till största delen av hällmark med gles barrskog. I skyddade sänkor finns inslag av lövskog och mossvegetation. Lilla Husarn utgör tillsammans med skären Stora och Lilla Saltkråkan, Stora och Lilla Kråkskär samt Simpskallen Lilla Husarns naturreservat.
Både Stora och Lilla Husarn har naturhamnar, men alla ligger på nordsidan och erbjuder dåligt skydd mot nordlig vind.
| Naturhamnen på Stora Husarn med den privata bastu som ligger permanent förankrad i viken. |  | Naturhamnen på Lilla Husarn är mindre och grundare. |
| Naturhamnen på Stora Husarn med den privata bastu som ligger permanent förankrad i viken. |  | Naturhamnen på Lilla Husarn är mindre och grundare. |